# Kyselina alfa-hydroxymáselná
Kyselina alfa-hydroxymáselná (α-hydroxybutanová) (systematický název kyselina 2-hydroxybutanová) je hydroxykyselina odvozená od kyseliny máselné náhradou jednoho atomu vodíku u methylenové skupiny hydroxylem. Je to chirální sloučenina se dvěma optickými izomery (kyselina L-2-hydroxymáselná a D-2-hydroxymáselná).